# Erschwil
Erschwil (en francés Erginvilier) es una comuna suiza del cantón de Soleura, ubicada en el distrito de Thierstein. Limita al norte con la comuna de Büsserach, al este con Meltingen, al sur con Beinwil, al suroeste con Val Terbi (JU), y al oeste con Grindel.

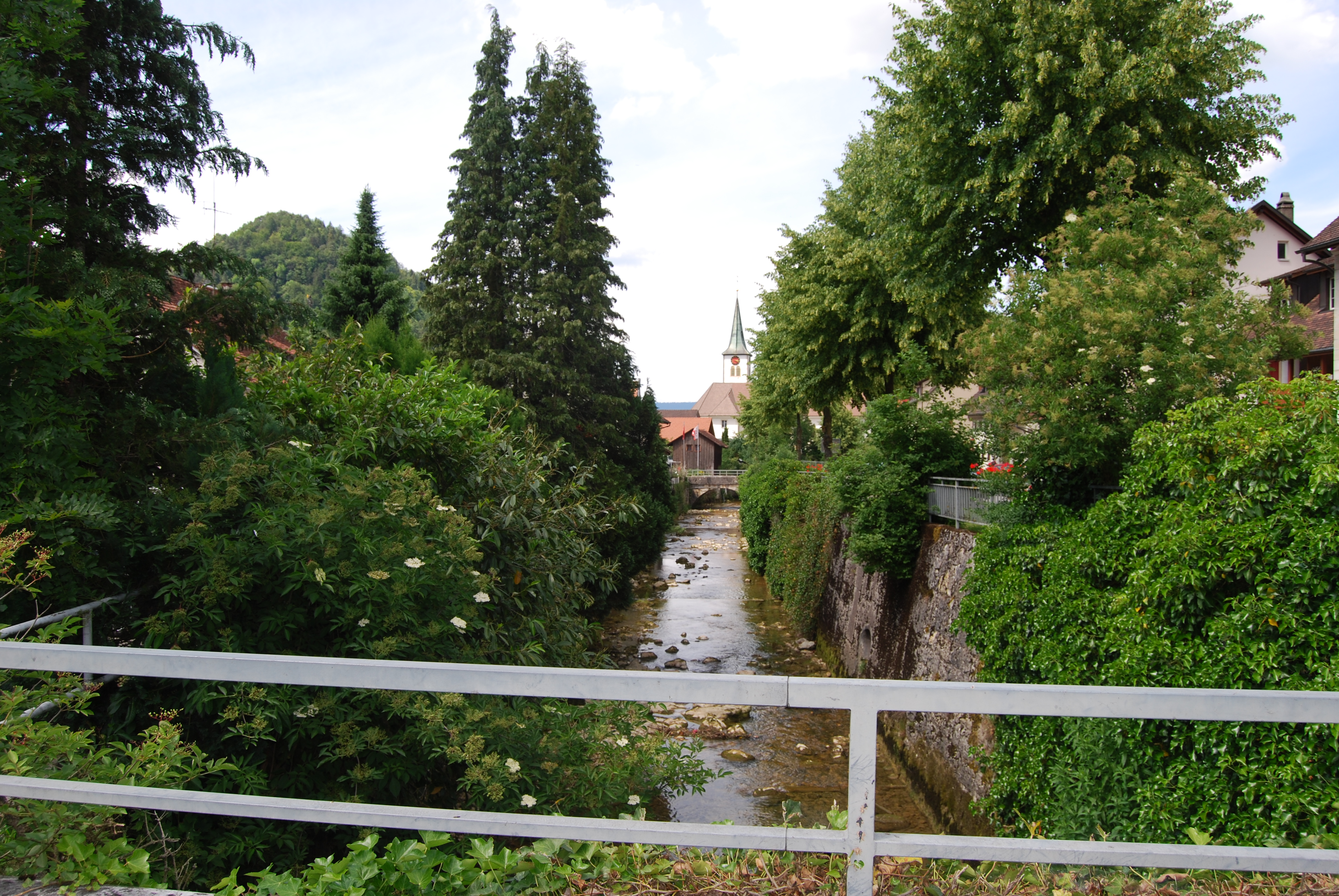
Erschwil